# Danny Cruz
Daniel „Danny“ Arthur Quimoy Cruz (* 3. Januar 1990 in Petersburg, Virginia) ist ein ehemaliger US-amerikanischer Fußballspieler auf der Position eines Stürmers.
Seit 2018 ist er Assistenztrainer beim Louisville City FC in der USL Championship.

## Karriere

### Jugend und Amateurfußball
Cruz begann seine aktive Karriere als Fußballspieler an der Ironwood High School in Glendale, Arizona, ohne jemals zuvor Fußball gespielt zu haben. Cruz verbrachte einen Großteil seiner Kindheit in Glendale und bezeichnet die Stadt selbst als den Ort, an dem er aufgewachsen ist. In seinem ersten Jahr an der Ironwood HS spielte er Football und Rollhockey und kam erst in seinem zweiten Jahr ins Fußballteam, nachdem der Trainer der Fußballmannschaft wegen seiner Schnelligkeit auf ihn aufmerksam geworden war und Cruz überredete ins Team zu kommen. Im Jahre 2005 gewann er mit dem High-School-Team, den Eagles, die Meisterschaft. Weiters konnte er an der Ironwood High School, an der er auch ein Jahr im Baseball-Team war, eine Anzahl persönlicher Erfolge feiern. In seiner gesamten High-School-Zeit erzielte Cruz 70 Tore und stellte mit der Anzahl an erzielten Toren einen neuen Rekord im Bundesstaat Arizona auf. Neben den Einsätzen für die Eagles, sammelte er beim Sereno Soccer Club, einem Amateurklub aus Glendale, an weiteren Erfahrungen.
2007 wechselte Cruz an die University of Nevada, Las Vegas, kurz UNLV, wo er in der Universitätsfußballmannschaft, den Rebels zu einer Vielzahl von Einsätzen kam. In seinem Freshman-Jahr wurde er in 14 Spielen eingesetzt, wovon er in 13 vom Beginn an auf dem Platz stand. Insgesamt kam Cruz in diesem Jahr auf eine Bilanz von vier Ligatreffern sowie vier Assists. Die ersten beiden Spiele versäumte er, da er Spiele für die US-amerikanische U-17-Auswahl absolvierte. Im Jahre 2008 erzielte er fünf Treffer in der Meisterschaft.
Während seiner College-Zeit spielte Cruz für Des Moines Menace in der als viertklassig angesehenen USL Premier Development League. Beim Amateurverein aus West Des Moine in Iowa erzielte er in sieben absolvierten Spielen drei Tore.

### Vereinskarriere
Cruz’ Karriere als Profifußballspieler begann Anfang Januar 2009, als er einen Generation-Adidas-Vertrag unterzeichnete und sich dadurch auch für den MLS SuperDraft 2009 qualifizierte, der am 15. Januar vonstattenging. Dabei wurde er als 41. Pick in der 3. Runde zu Houston Dynamo gedraftet. Sein Profidebüt in der Major League Soccer gab er am 28. März 2009 bei der 2:3-Auswärtsniederlage gegen die San José Earthquakes, als er in der 79. Spielminute für Wade Barrett eingewechselt wurde.
Im Januar 2012 wechselte er gegen eine Ablösesumme zu D.C. United. Im August desselben Jahres wechselte er erneut und zwar zu Philadelphia Union.
Am 19. März 2015 wurde er an den norwegischen Erstligisten FK Bodø/Glimt ausgeliehen. Zurück aus Norwegen spielte er noch für Minnesota, San Francisco und die Real Monarchs, anschließend beendete er seine Karriere.

### International
Im Jahre 2007, nur etwas mehr als drei Jahre nachdem er das erste Mal mit Fußball in Kontakt gekommen war, wurde Cruz in den 21-Mann-Kader der US-amerikanischen U-17-Auswahl für die U-17-Fußball-Weltmeisterschaft 2007 in Südkorea berufen. Weiters repräsentierte er sein Heimatland bei den Panamerikanischen Spielen 2007 in Brasilien. Seit 2008 steht Cruz im Kader des U-20-Nationalteams der Vereinigten Staaten, 2009 nahm er mit dem Team an der Junioren-Weltmeisterschaft in Ägypten teil und wurde dort in zwei Partien eingesetzt. Für die Mannschaft war er bis dato  18 Mal im Einsatz und erzielte dabei drei Tore.